# Selenicereus inermis
Selenicereus inermis là một loài thực vật có hoa trong họ Cactaceae. Loài này được Britton & Rose miêu tả khoa học đầu tiên năm 1920.